# IGY Valley
Das IGY Valley ist ein Tal im ostantarktischen Mac-Robertson-Land. Es liegt im südlichen Teil der Prince Charles Mountains.
Die Benennung geht vorgeblich auf russische Wissenschaftler zurück. Namensgeber ist das englische Akronym für das Internationale Geophysikalische Jahr (englisch International Geophysical Year).